# موراي ويب
موراي ويب (22 يونيو 1947 في نيوزيلندا - ) (بالإنجليزية: Murray Webb)‏ هو لاعب كريكت نيوزلندي. شارك مع منتخب نيوزيلندا الوطني للكريكت. أما مع النوادي، فقد لعب مع فريق كانتربري للكريكت ‏ وفريق أوتاغو للكريكت ‏.

## وصلات خارجية
- موراي ويب على موقع إي آس بي آن كريك إنفو (الإنجليزية)